# Nuugaarsuk
Nuugaarsuk er et lille næs i Tasermiutfjorden (Ketilsfjorden) tæt ved Tasermiutgletcheren i den sydlige ende af Grønland.
På næsset ligger en fårestation og Nanortalik skoles (Nanortallip Atuarfia) lejrskole.
60°15′51.48″N 45°14′10.65″V / 60.2643000°N 45.2362917°V